# Giorgio Sarto
Giorgo Sarto (Cittadella, 2 aprile 1941 – Venezia, 3 agosto 2024) è stato un architetto e politico italiano.

## Biografia
Architetto veneto, in gioventù scrisse sulla rivista di area cattolica Questitalia di Wladimiro Dorigo.
Esponente dei Verdi, alle elezioni politiche del 1996 fu il candidato al Senato per l'Ulivo nel Collegio elettorale di Venezia-Spinea risultando eletto; a Palazzo Madama fu membro della Commissione Lavori pubblici e comunicazioni. Terminò il proprio mandato parlamentare nel 2001.
Successivamente fu curatore scientifico del Laboratorio culturale "Mestre Novecento".